# Mangifera campnospermoides
Espèce
Statut de conservation UICN

 CR (Needs updating) B1+2c : 
En danger critique
Mangifera campnospermoides est une espèce de plantes à fleurs du genre Mangifera de la famille des Anacardiaceae. Elle n'a été observée qu'au Kalimantan en Indonésie.